# 貝爾科夫斯基 (阿拉斯加州)
貝爾科夫斯基（英語：Belkofski）是位於美國阿拉斯加州東阿留申自治市鎮的一個鬼鎮。由於此地已於1980年代被荒廢，本地已無人居住。

## 地理
貝爾科夫斯基的座標為55°05′20″N 162°01′50″W / 55.08889°N 162.03056°W，而該地的平均海拔高度為26米（即85英尺）。